# مونيكا كولمان
مونيكا كولمان (بالإنجليزية: Monica Coleman)‏ هي ثيولوجية ومؤلفة أمريكية، ولدت في 1974 في آن آربر في الولايات المتحدة.

## وصلات خارجية
- الموقع الرسمي